# Castelo de Bunratty

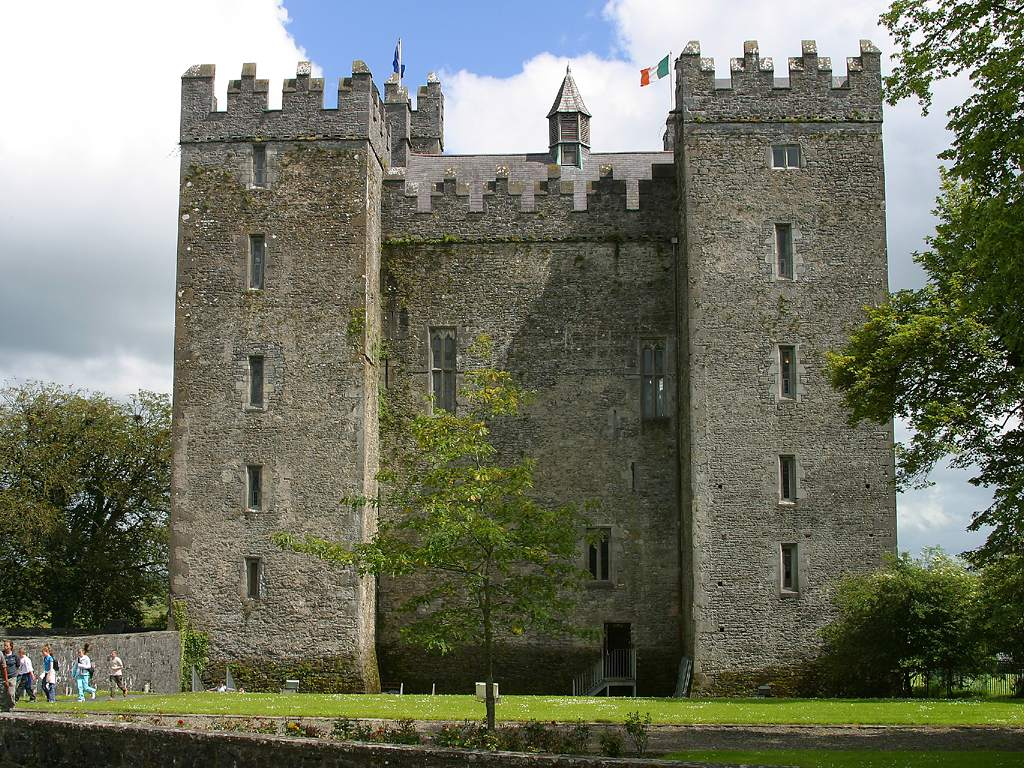
Castelo de Bunratty, República da Irlanda.

O Castelo de Bunratty (em língua inglesa Bunratty Castle) é um castelo classificado como Monumento Nacional, localizado em Bunratty, Clare, República da Irlanda. 

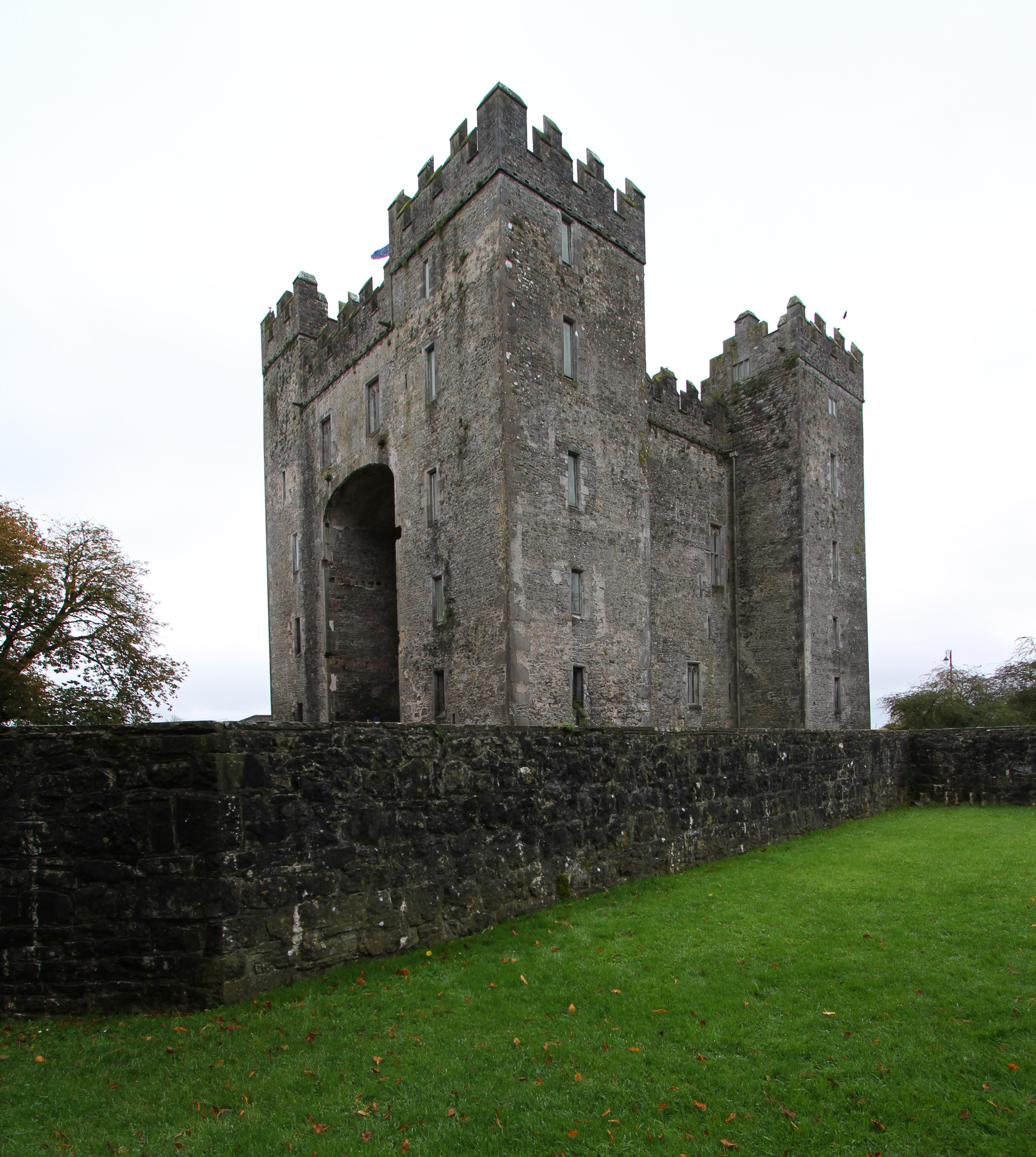
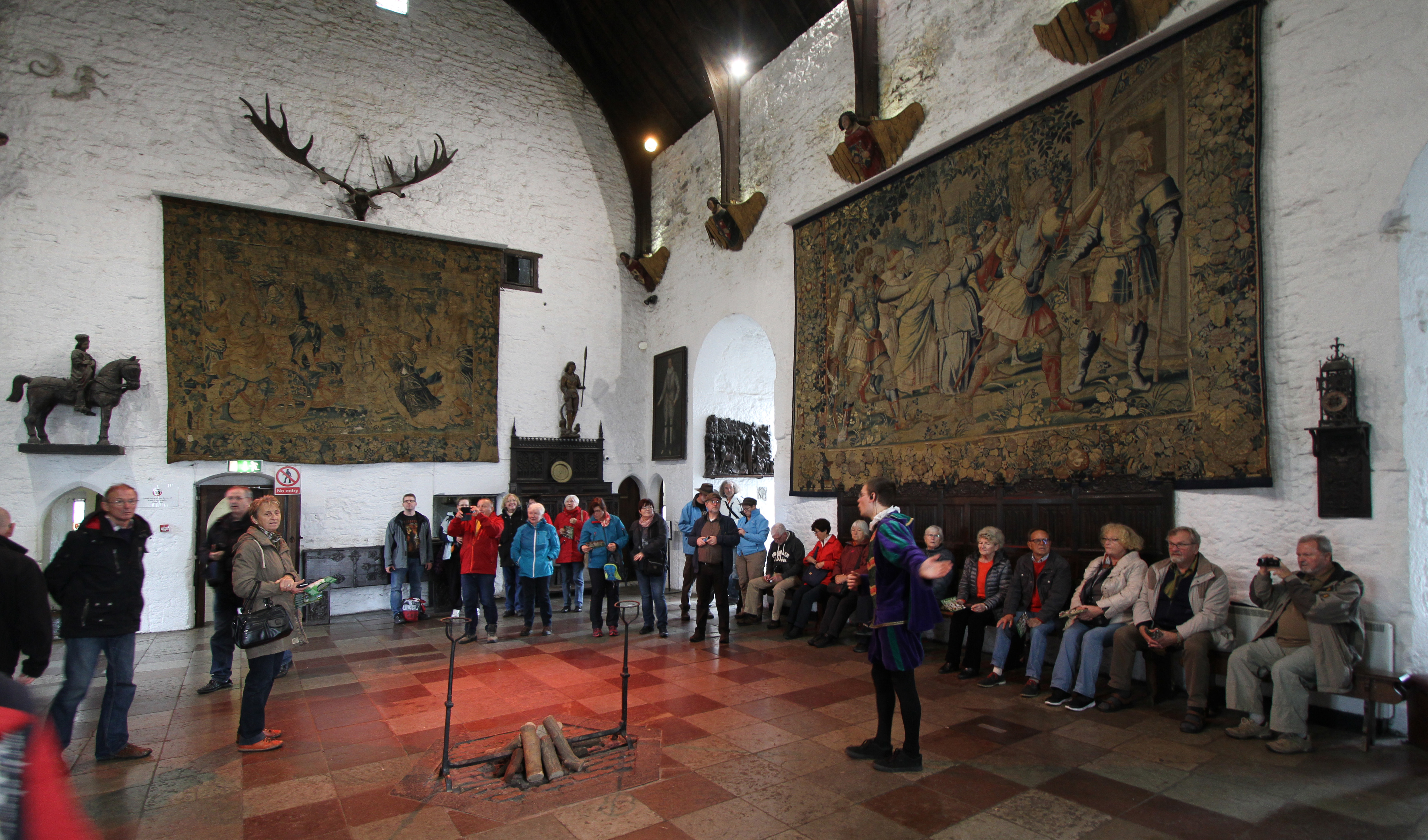
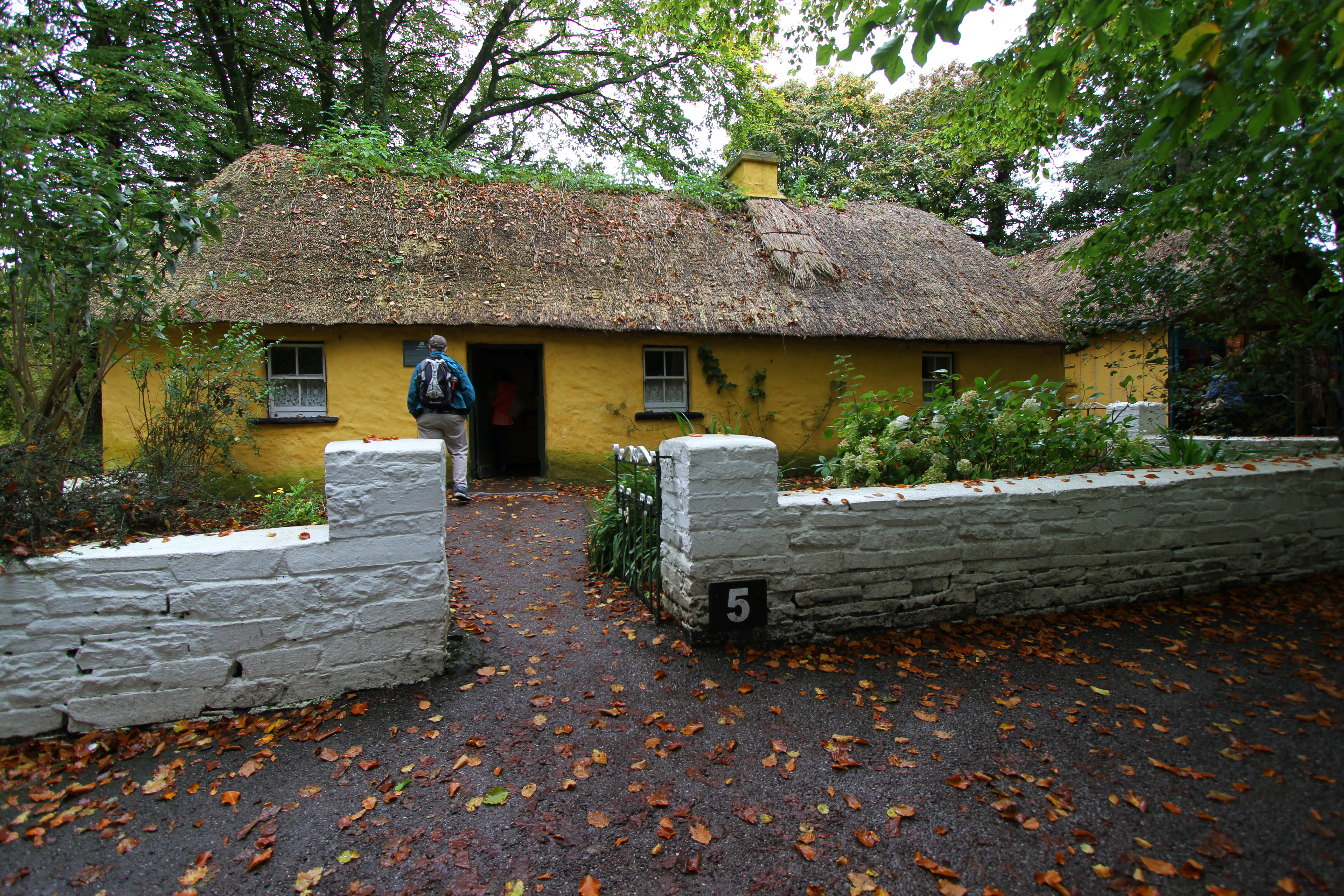
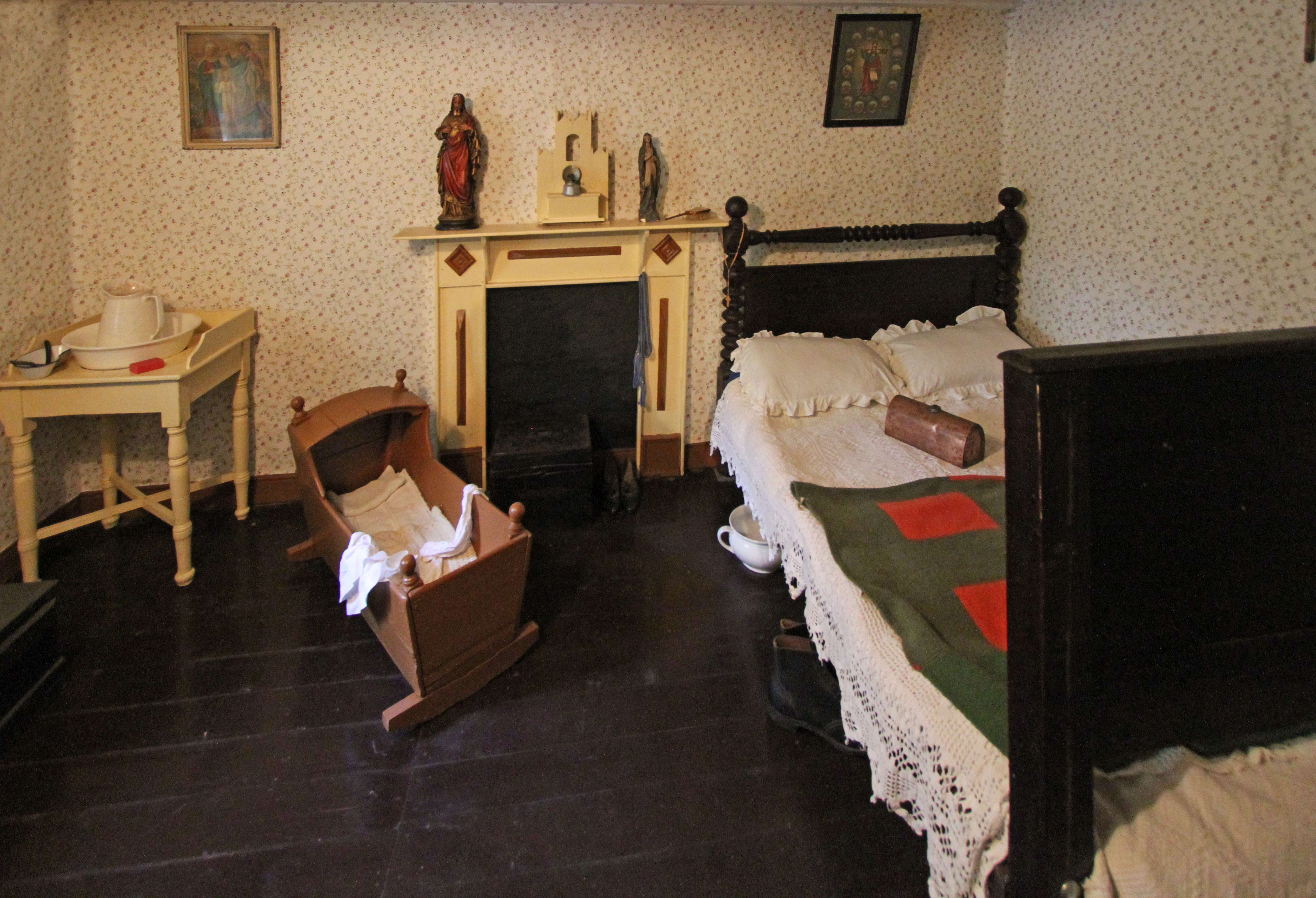
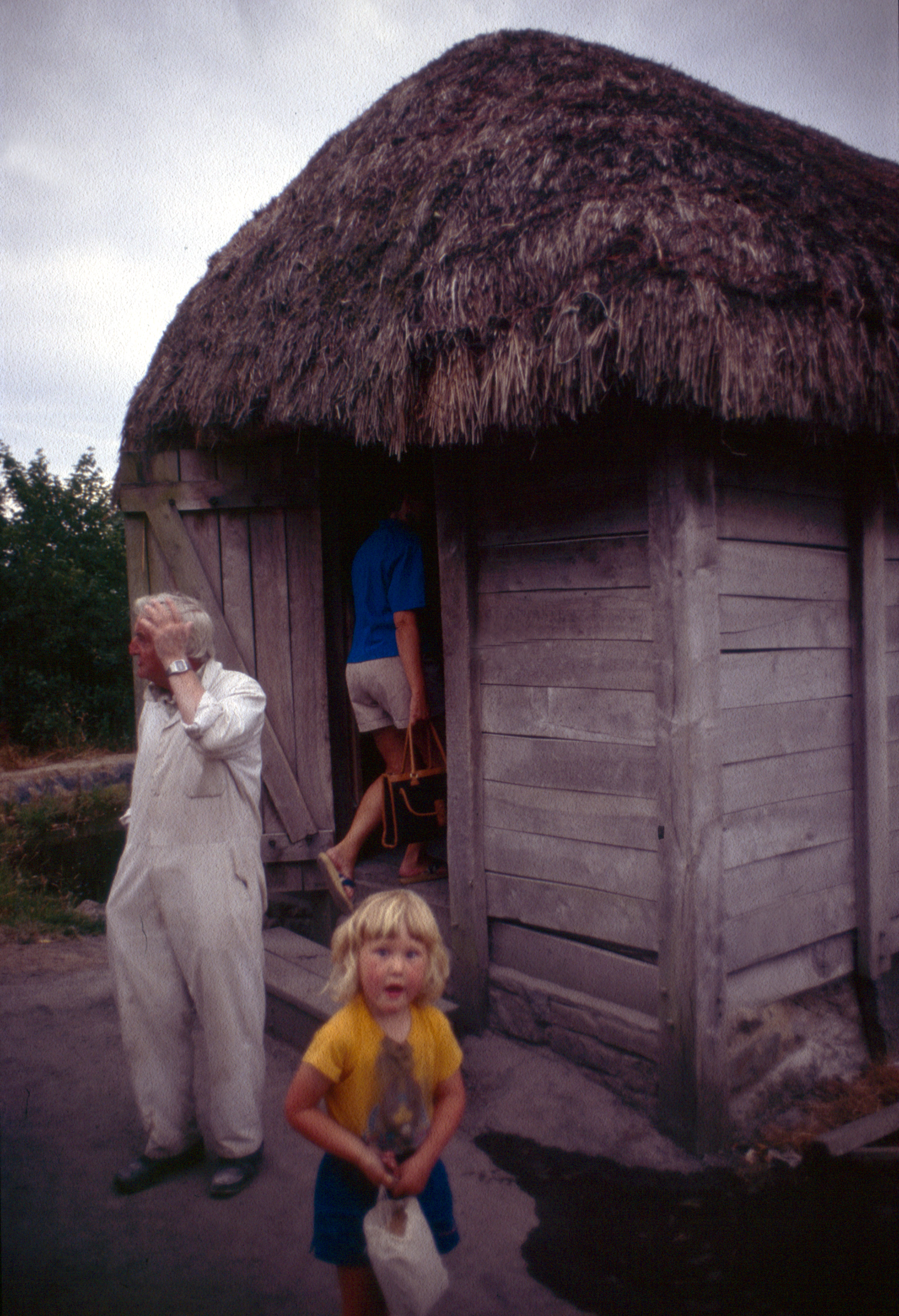
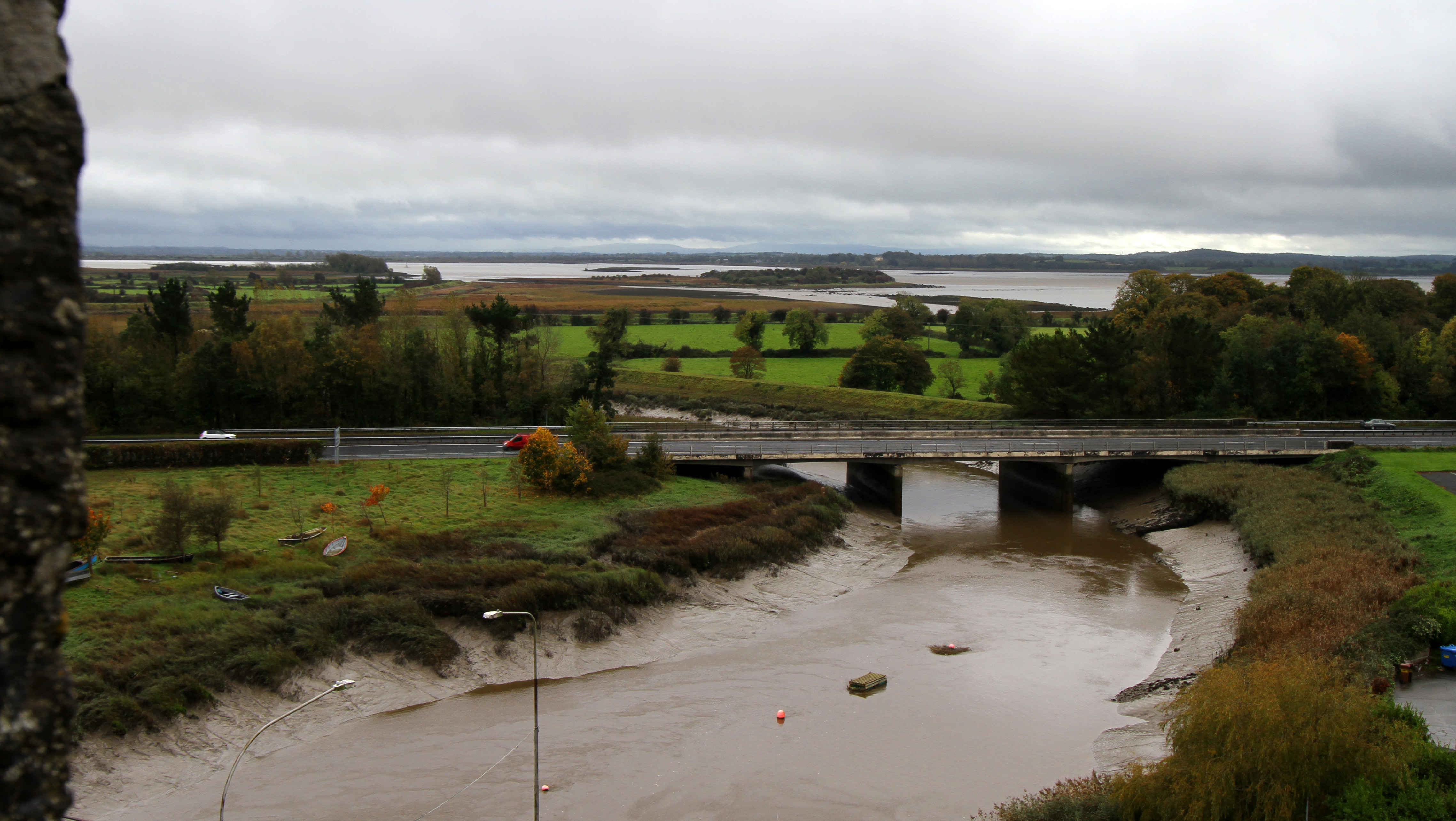